# Labuništa
Labuništa (mazedonisch Лабуништа; albanisch definit Llabënishti, indefinit Llabënishtë; türkisch Labunişta) ist ein Dorf in der Gemeinde Struga in der Region Südwesten in Nordmazedonien. Labuništa ist einer der Hauptsiedlungsorte der Torbeschen in der Region Struga und mit Abstand das größte Dorf in der Gemeinde.

## Geographie
Die Gemeindehauptstadt Struga ist rund elf Kilometer Luftlinie südöstlich entfernt. Nachbarorte sind im Norden Boroec, im Osten Tašmaruništa und im Süden Podgorci.

## Bevölkerung

Karte mit der Lage des Dorfes (türkis) innerhalb der Gemeinde Struga (Ohridsee blau, Struga am Ufer weiß, albanische Staatsgrenze rot)

Die Bevölkerung setzte sich laut der letzten Volkszählung vom Jahre 2021 wie folgt zusammen:
| Ethnie     | Absoluter Anteil |
| ---------- | ---------------- |
| Albaner    | 4.751            |
| Türken     | 836              |
| Mazedonier | 108              |
| Andere     | 1.044            |
| Total      | 6.739            |

| Muttersprachen (Volkszählung 2002) | Anteil       |
| ---------------------------------- | ------------ |
| Mazedonisch                        | 4,872 (82 %) |
| Albanisch                          | 925 (15,5 %) |
| Türkisch                           | 78 (1,31 %)  |
| Serbisch                           | 3 (0,05 %)   |
| Andere                             | 58 (0,97 %)  |
| Total                              | 5.936        |

Das Dorf bildete bis 2004 eine eigenständige Gemeinde für sich mit den umgebenden Dörfern, wurde jedoch mit der Lokalverwaltungsreform in diesem Jahr der Gemeinde Struga angeschlossen.
Bei vielen Mazedonisch sprechenden Einwohnern ist es zudem sehr oft der Fall, dass sie von der Ethnie her, sich als Albaner bekennen, jedoch das Albanische gar nicht oder nur wenig beherrschen, da es in den Dörfern dieser Gegend zu kommunistischer Zeit keine Schulen gab, wo Albanisch unterrichtet wurde.